# Amphipoea fucosa
The Saltern Ear Moth (Amphipoea fucosa) là một loài bướm đêm thuộc họ Noctuoidea. Nó được tìm thấy ở châu Âu.

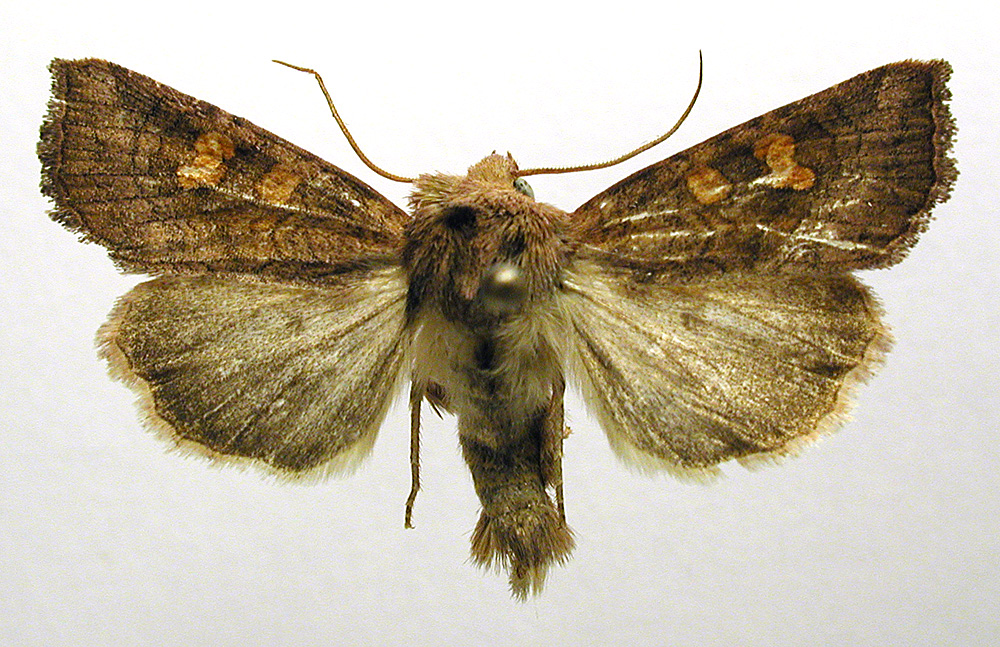
Mounted

Sải cánh dài 29–35 mm. Con trưởng thành bay từ the beginning of tháng 6 đến the end of tháng 9.
The larvae feed inside the roots và stems of nhiều loại cỏ.

## Hình ảnh

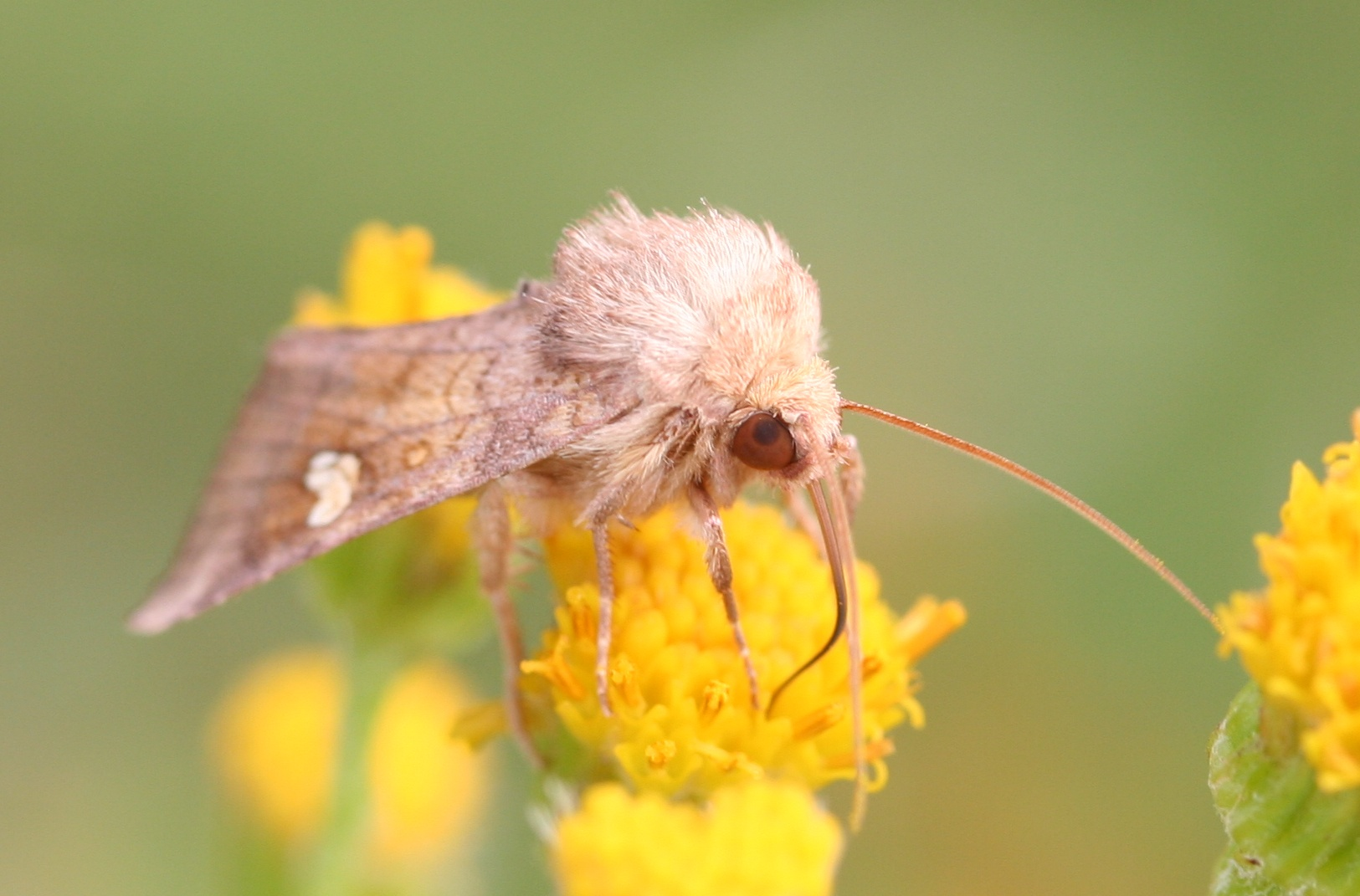
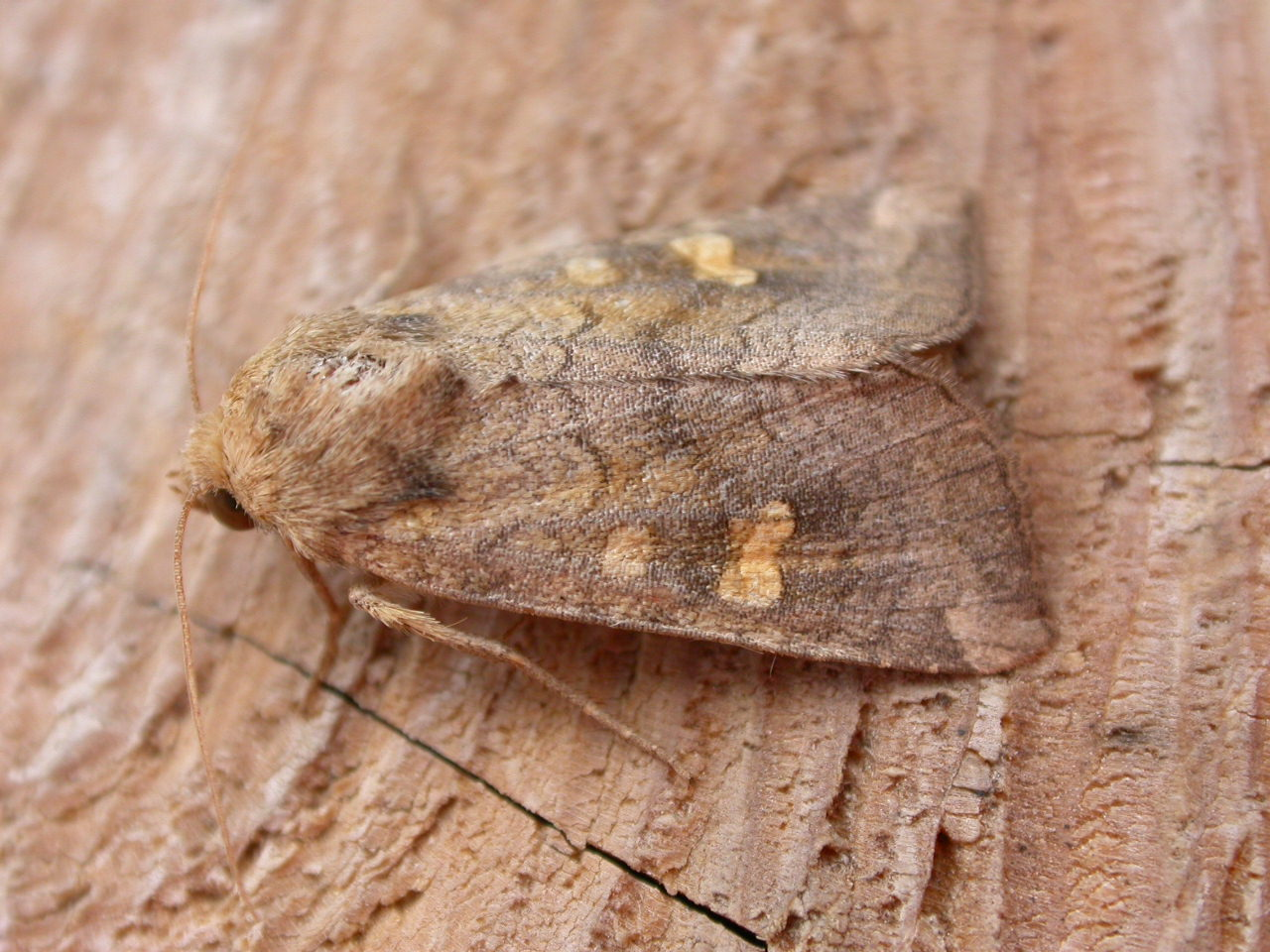
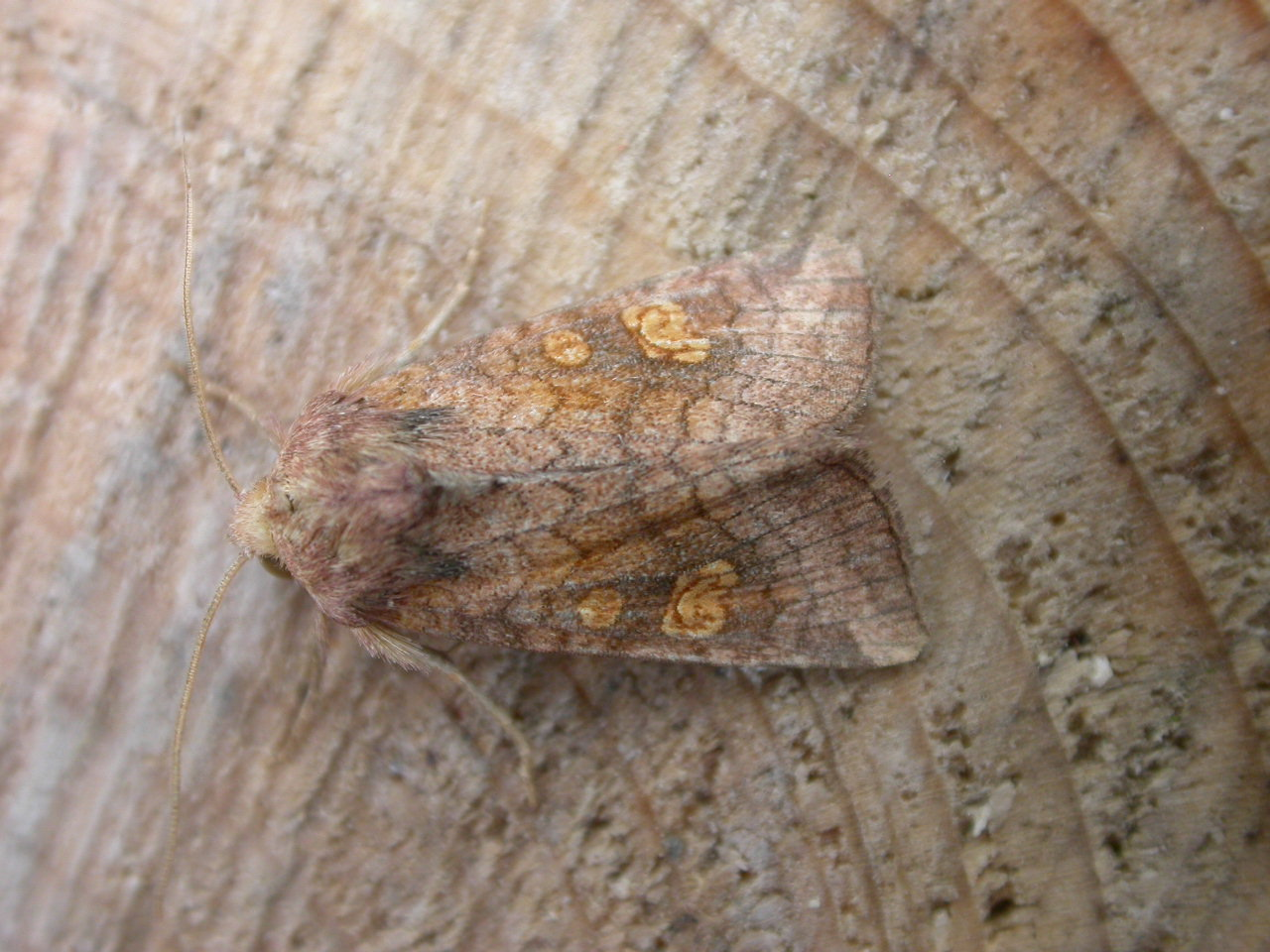
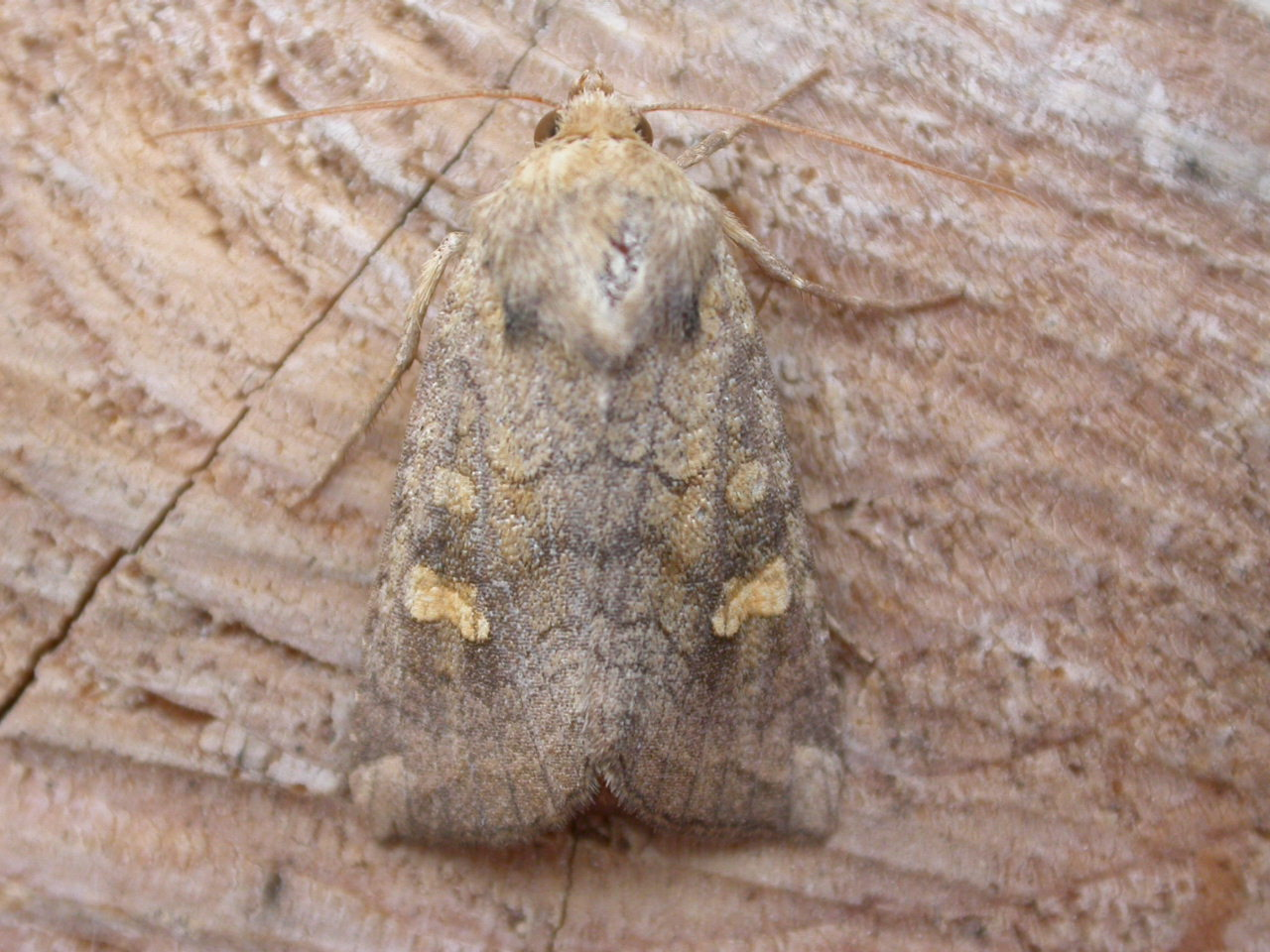